# Antonio Eusebio Lazcano Araujo Reyes
Antonio Eusebio Lazcano Araujo Reyes   (Tijuana, 1950), més conegut com a Antonio Lazcano, és un biòleg i científic mexicà especialitzat en biologia evolutiva i abiogènesi. Treballa a la facultat de ciències de la Universitat Nacional Autònoma de Mèxic, on va fundar el curs i el laboratori d'Origen de la vida. Ha estudiat durant més de 35 anys l'origen i l'evolució primerenca de la vida per mitjà de l'anàlisi de seqüències de nucleòtids i genomes.

## Trajectòria
Antonio Lazcano va estudiar la llicenciatura i el doctorat en ciències a la Universitat Nacional Autònoma de Mèxic, on exerceix com a professor. Ha treballat també com a professor resident i científic visitant a la Universitat de París Sud, a l'Institut Pasteur de París, a les universitats d'Alacant, Autònoma de Madrid, València, l'Havana, Roma i a l'ETH Zúric. A més ha format part a diversos comitès d'assessoria d'organitzacions científiques com la NASA, on va ser membre del NASA Astrobiology Institute.
Va presidir en dues ocasions la Societat Internacional per a l'Estudi de l'Origen de la Vida (ISSOL). Va ser el primer llatinoamericà a ocupar aquest lloc que també ha correspost a Alexander Oparin, Stanley Miller i J. William Schopf, que en van ser alguns dels presidents anteriors.
Dirigeix a les illes Galápagos de forma honorària, el Centre Lynn Margulis de Biologia Evolutiva, institució dedicada a la memòria de la biòloga Lynn Margulis, qui va reformular la teoria endosimbiòtica. Lazcano també va ser designat president pro tempore de l'Acadèmia Iberoamericana de Biologia Evolutiva, els objectius del qual són «incidir en el fet que l'evolució sigui una matèria des de l'educació bàsica en les nacions iberoamericanes, impulsar la investigació de frontera entre grups d'alta especialització de la regió, i democratitzar el seu coneixement». També ha dedicat esforços a promoure a tot el món, el periodisme científic i la docència.